# Condado de Otter Tail
El condado de Otter Tail (en inglés: Otter Tail County), fundado en 1858, es un condado del estado estadounidense de Minesota. En el año 2010 tenía una población de 57.301 habitantes con una densidad de población de 11 personas por km². La sede del condado es Fergus Falls.

## Geografía
Según la oficina del censo el condado tiene una superficie total de 5762 km² (2224,7 mi²), de los que 5127 km² (1979,5 mi²) son tierra y 635 km² (245,2 mi²) (11,02%) son agua. El condado tiene más de mil lagos y dispone de dos parques estatales, la montaña más alta es Inspiration Peak que tiene 533 m de altitud sobre el nivel del mar.

## Condados adyacentes
- Condado de Becker - norte
- Condado de Wadena - noreste
- Condado de Todd - sureste
- Condado de Douglas - sur
- Condado de Grant - suroeste
- Condado de Wilkin - oeste
- Condado de Clay - noroeste

### Principales carreteras y autopistas
| - Interestatal 94 - U.S. Autopista 10 - U.S. Autopista 52 - U.S. Autopista 59 - Carretera estatal 29 - Carretera estatal 34 - Carretera estatal 78 | - Carretera estatal 106 - Carretera estatal 108 - Carretera estatal 210 - Carretera estatal 228 - Carretera estatal 235 - Carretera estatal 297 |

## Demografía
Según el censo del 2000 la renta per cápita media de los habitantes del condado era de 35.395 dólares y el ingreso medio de una familia era de 42.740 dólares. En el año 2000 los hombres tenían unos ingresos anuales 30.151 dólares frente a los 20.930 dólares que percibían las mujeres. El ingreso por habitante era de 18.014 dólares y alrededor de un 10,10% de la población estaba bajo el umbral de pobreza nacional.

## Ciudades y pueblos
| - Battle Lake - Bluffton - Clitherall - Dalton - Deer Creek - Dent - Elizabeth - Erhard - Fergus Falls - Henning - New York Mills | - Ottertail - Parkers Prairie - Pelican Rapids - Perham - Richville - Rothsay - Underwood - Urbank - Vergas - Vining - Wadena |

### Municipios
| - Municipio de Aastad - Municipio de Amor - Municipio de Aurdal - Municipio de Blowers - Municipio de Bluffton - Municipio de Buse - Municipio de Butler - Municipio de Candor - Municipio de Carlisle - Municipio de Clitherall - Municipio de Compton - Municipio de Corliss - Municipio de Dane Prairie - Municipio de Dead Lake - Municipio de Deer Creek - Municipio de Dora - Municipio de Dunn - Municipio de Eagle Lake - Municipio de Eastern - Municipio de Edna | - Municipio de Effington - Municipio de Elizabeth - Municipio de Elmo - Municipio de Erhards Grove - Municipio de Everts - Municipio de Fergus Falls - Municipio de Folden - Municipio de Friberg - Municipio de Girard - Municipio de Gorman - Municipio de Henning - Municipio de Hobart - Municipio de Homestead - Municipio de Inman - Municipio de Leaf Lake - Municipio de Leaf Mountain - Municipio de Lida - Municipio de Maine - Municipio de Maplewood - Municipio de Newton | - Municipio de Nidaros - Municipio de Norwegian Grove - Municipio de Oak Valley - Municipio de Orwell - Municipio de Oscar - Municipio de Otto - Municipio de Paddock - Municipio de Parkers Prairie - Municipio de Pelican - Municipio de Perham - Municipio de Pine Lake - Municipio de Rush Lake - Municipio de Scambler - Municipio de St. Olaf - Municipio de Star Lake - Municipio de Sverdrup - Municipio de Tordenskjold - Municipio de Trondhjem - Municipio de Tumuli - Municipio de Western |

### Comunidades no incorporadas
- Dunvilla
- Parkton